# Heinrich von Wülzburg
Heinrich von Wülzburg (overleden 1029) was volgens de 12e-eeuwse Vita Ottonis episcopi Bambergensi mogelijk de vijfde aartsbisschop van Gniezno. Zijn identiteit wordt echter door hedendaagse historici betwist.